# Francisco José Zugliani
Francisco José Zugliani (* 1. Mai 1934 in Mineiros do Tietê) ist ein römisch-katholischer Geistlicher und Altbischof von Amparo.

## Leben
Der Bischof von São Carlos, Ruy Serra, weihte ihn am 9. Juli 1961 zum Priester.
Papst Johannes Paul II. ernannte ihn am 23. Dezember 1997 zum Bischof von Amparo. Der Erzbischof von Campinas, Gilberto Pereira Lopes, spendete ihm am 18. März des nächsten Jahres die Bischofsweihe; Mitkonsekratoren waren Acácio Rodrigues Alves, Bischof von Palmares, und José Antônio Aparecido Tosi Marques, Weihbischof in São Salvador da Bahia.
Am 14. Juli 2010 nahm Papst Benedikt XVI. seinen altersbedingten Rücktritt an.